# 8871 Svanberg
8871 Svanberg (1992 EA22) là một tiểu hành tinh vành đai chính.